# Barry Melton

Barry Melton

Barry Melton (* 14. Juni 1947 in New York City) ist ein US-amerikanischer Rockmusiker.

## Leben & Wirken

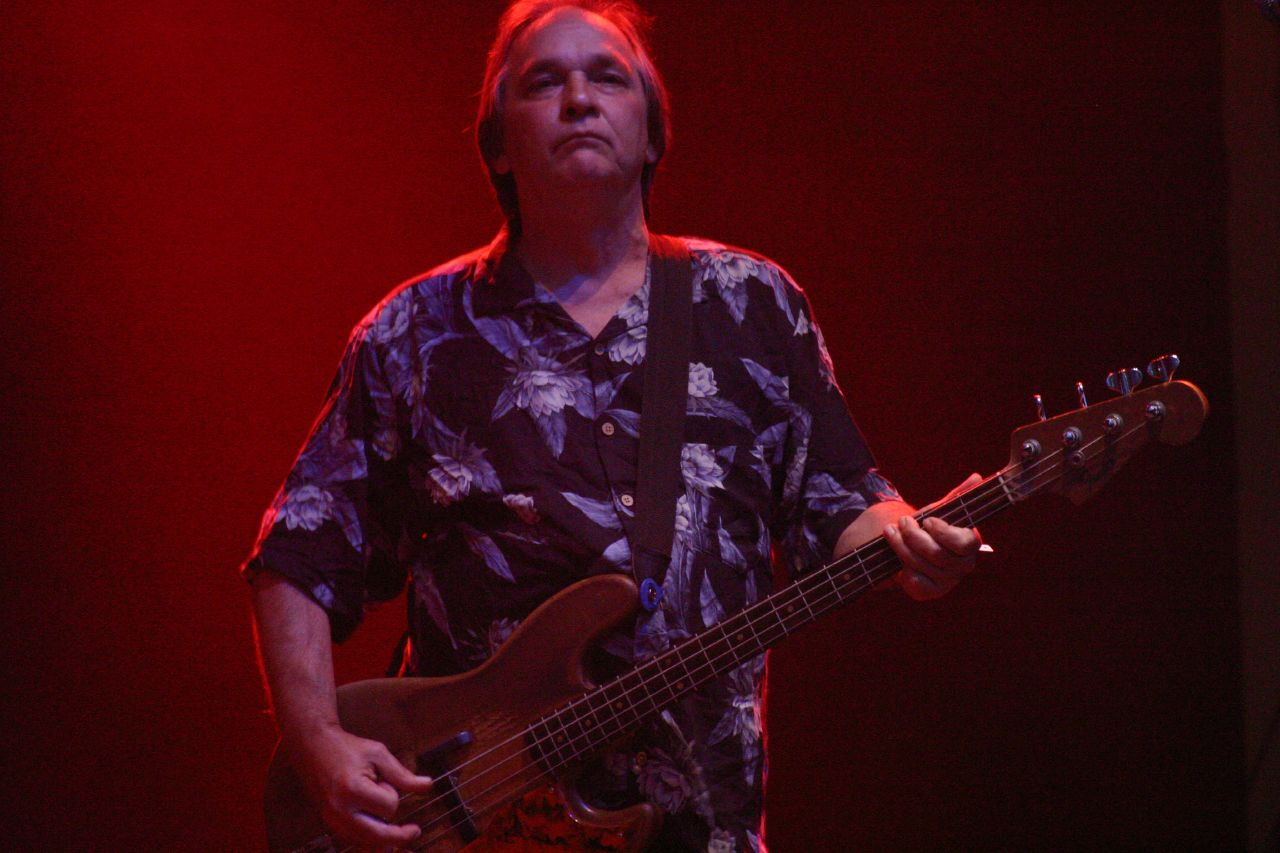
Barry „Fish“ Melton

Bekannt wurde Melton vor allem unter seinem Spitznamen The Fish. Er war Gründungsmitglied und Gitarrist der Gruppe Country Joe and the Fish. Er wirkte an allen Country Joe and the Fish-Alben mit und schrieb einige Songs für die Band. Er trat zusammen mit der Band beim Monterey-Pop- und Woodstock-Festival auf.
Nach der Auflösung von Country Joe and the Fish verfolgte Melton eigene Projekte und nahm einige Solo-Alben auf. Anfang der 1980er Jahre gründete er zudem die Psychedelic-Supergroup The Dinosaurs.
1977 kam es für ein Album zu einer kurzzeitigen Reunion von Country Joe and the Fish. Auch später noch trat er gelegentlich gemeinsam mit seinem früheren Partner Country Joe McDonald auf. Die Zusammenarbeit führte jedoch nie zu einer gemeinsamen Plattenaufnahme.
Seit den 1980er Jahren arbeitet Barry Melton hauptberuflich als Rechtsanwalt in Kalifornien. Trotzdem ist er noch gelegentlich zusammen mit anderen bekannten Westcoast-Musikern auf der Bühne zu sehen. 2004 und 2005 tourte er auch durch Europa. Melton ist verheiratet und hat zwei Söhne.

## Diskografie
- Bright Sun Is Shining (Vanguard 1969)
- Melton, Levi & The Dey Brothers (Columbia 1972)
- The Fish (United Artists 1975)
- We Are Like The Ocean (Music Is Medicine 1978)
- Level With Me (Rag Baby 1979)
- Songs Of The Next Great Depression (Rag Baby 1981)
- The Saloon Years (Liveaufnahmen von 1982 bis 1994) (Saloon 1997)
- Dinosaurs – "Friends of Extinction" (2005)
- The John Fahey Tribute Album (2006)
- Dual in the desert (2007)
- Jamasutra – Revolution down the street (2010)